# Ханд (округ)
Округ Ханд (англ. Hand County) располагается в штате Южная Дакота, США. Официально образован в 1873 году. По состоянию на 2010 год, численность населения составляла 3431 человек.

## География
По данным Бюро переписи США, общая площадь округа равняется 3730 км2, из которых 3721 км2 суша и 9 км2 или 0,25 % это водоемы.

## Население
По данным переписи населения 2000 года в округе проживает 3 741 жителей в составе 1 543 домашних хозяйств и 1 050 семей. Плотность населения составляет 1,00 человек на км2. На территории округа насчитывается 1 840 жилых строений, при плотности застройки менее 1,00-го строения на км2. Расовый состав населения: белые — 99,30 %, афроамериканцы — 0,03 %, коренные американцы (индейцы) — 0,13 %, азиаты — 0,08 %, гавайцы — 0,00 %, представители других рас — 0,13 %, представители двух или более рас — 0,32 %. Испаноязычные составляли 0,29 % населения независимо от расы.
В составе 28,10 % из общего числа домашних хозяйств проживают дети в возрасте до 18 лет, 60,90 % домашних хозяйств представляют собой супружеские пары проживающие вместе, 4,40 % домашних хозяйств представляют собой одиноких женщин без супруга, 31,90 % домашних хозяйств не имеют отношения к семьям, 30,20 % домашних хозяйств состоят из одного человека, 17,40 % домашних хозяйств состоят из престарелых (65 лет и старше), проживающих в одиночестве. Средний размер домашнего хозяйства составляет 2,38 человека, и средний размер семьи 2,97 человека.
Возрастной состав округа: 24,60 % моложе 18 лет, 5,10 % от 18 до 24, 22,30 % от 25 до 44, 23,80 % от 45 до 64 и 23,80 % от 65 и старше. Средний возраст жителя округа 44 лет. На каждые 100 женщин приходится 96,20 мужчин. На каждые 100 женщин старше 18 лет приходится 92,90 мужчин.
Средний доход на домохозяйство в округе составлял 32 377 USD, на семью — 38 017 USD. Среднестатистический заработок мужчины был 26 335 USD против 16 181 USD для женщины. Доход на душу населения составлял 18 735 USD. Около 6,10 % семей и 9,20 % общего населения находились ниже черты бедности, в том числе — 8,90 % молодежи (тех, кому ещё не исполнилось 18 лет) и 10,50 % тех, кому было уже больше 65 лет.